# القمة العربية 1987 (عمان)
القمة العربية 1987 عقد في عمان في 8 نوفمبر 1987، شاركت فيه عشرين دولة عربية ومنظمة التحريرالفلسطينية، صدر عنه بيان ختامي ومجموعة من القرارات أهمها:
- إدانة إيران لاحتلالها جزءا من الأراضي العراقية والتضامن مع العراق.
- تضامن المؤتمر مع السعودية والكويت والتنديد بالأحداث التي اقترفها الإيرانيون في المسجد الحرام بمكة المكرمة.
- التمسك باسترجاع كافة الأراضي العربية المحتلة والقدس الشريف كأساس للسلام. وضرورة بناء القوة الذاتية للعرب.
- إدانة الإرهاب الدولي.
- العلاقات الدبلوماسية بين أي دولة عضو في الجامعة العربية وبين مصر عمل من أعمال السيادة تقررها كل دولة بموجب دستورها وقانونها.
تكثيف الحوار مع حاضرة الفاتيكان، ودعوة الملك حسين إلى أجراء الاتصالات معها.